# Makimono

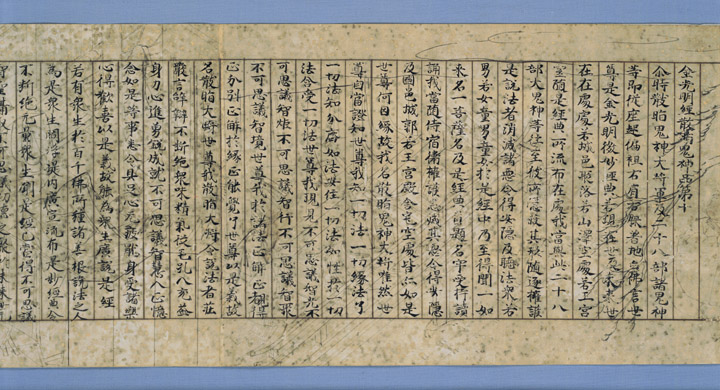
Détail du Rouleau du sūtra Konkōmyōkyō, Kyōto (1192).

Le terme makimono (巻物, litt. « chose qu'on enroule »), aussi appelé makemono ou makémono en français, désigne au Japon des rouleaux manuscrits ou peints destinés à être déroulés et lus horizontalement.

## Présentation

### Japon
Il s’agit d’une adaptation dans la culture japonaise des rouleaux du même type importé de Chine et de Corée par des moines bouddhistes au VIe siècle. Les makimonos se lisent en déroulant progressivement le rouleau ; ils correspondent donc à un système narratif semblables aux livres, les écrits pouvant d’ailleurs s’étendre sur plusieurs rouleaux. 
Au Japon, ce mode d’écriture fut très répandu à l’époque féodale. Nombre d’auteurs contemporains ont tendance à ne désigner par ce terme que les rouleaux peu ou pas illustrés, ceux peints étant nommés plus spécifiquement emaki ou emakimono,.
Cette distinction n’est cependant pas systématique et le makimono peut désigner aussi bien le support des emaki que les rouleaux illustrés eux-mêmes,. Il n'y a en revanche aucune confusion possible avec les kakemono qui sont destinés à être suspendus au mur.
Le cadre d’usage des makimonos a été très large durant l’histoire du Japon. Ils étaient préférentiellement utilisés par les écoles d’arts martiaux pour la transmission de techniques ou de diplôme (appelées menkyo kaiden),, mais encore pour consigner arbres généalogiques, paysages, récits (monogatari), ainsi que très rapidement les choses du sacré.

### Matières et boite de rangement
Les makimonos sont composés de soie ou de papier (washi). 
Dans le domaine de la calligraphie, ils sont très souvent entreposés dans une boîte destinée à cet effet, parfois même signée ou décorée par l’artiste.

### Sushis
Le terme makimono peut aussi désigner les sushis enroulés (makizushi).